# Wilhelm VIII Paleolog
Wilhelm VIII Paleolog (Guglielmo/Guillaume de Montferrat) (19 lipca 1420, zm. 27 lutego 1483) – markiz Montferratu w latach 1464-1483. 

## Życiorys
Był synem Jana Jakuba Paleologa i Joanny Sabaudzkiej (1395–1460), córki Amadeusza VII, hrabiego Sabaudii. Jego braćmi byli: Jan IV Paleolog i Bonifacy III Paleolog. Miał trzy żony. Pierwsza była Maria de Foix, księżniczka Nawarry. Druga to Elżbieta Maria Sforza z Mediolanu. Trzecim razem jego małżonką została Joanna de Brosse.
Jego córką z pierwszego małżeństwa była Joanna (1466–1490), żona Ludwika II z Saluzzo (1429–1504). Córką z drugiego małżeństwa była Blanka de Montferrat (1472-1519), żona Karola I Wojownika, księcia Sabaudii i Piemontu oraz Małgorzata, żona Hektora di Monteynard, szambelana Francji i gubernatora Asti. Wilhelm miał też córki ze związków nieformalnych. 